# Forsthaus (Muhr am See)
Forsthaus ([ˈfɔʁstˌhaʊ̯s] ) ist ein Gemeindeteil von Muhr am See im Landkreis Weißenburg-Gunzenhausen (Mittelfranken, Bayern). Forsthaus liegt in der Gemarkung Altenmuhr.

## Geographie
Die Einöde Forsthaus befindet sich etwa 500 Meter nördlich des Gemeindeteiles Stadeln und westlich von Wehlenberg an der Südspitze des Mönchswaldes am Westrand der Bundesstraße 13. Unweit westlich beginnt die Wiesmet. Früher lebte in ihr der für das Revier zuständige Förster, heute ist das Gebäude in privatem Besitz. Weniger als 200 Meter südlich des Forsthauses fließt der Nesselbach vorbei.